# NGC 5752
NGC 5752 é uma galáxia espiral (Sb) localizada na direcção da constelação de Boötes. Possui uma declinação de +38° 43' 45" e uma ascensão recta de 14 horas, 45 minutos e 14,2 segundos.
A galáxia NGC 5752 foi descoberta em 1 de Abril de 1878 por Lawrence Parsons.